# Beomgyu
Choi Beom-gyu (en hangul, 최범규; en hanja, 崔杋圭; romanización revisada, Choe Beomgyu; McCune-Reischauer, Ch'oe Bŏmgyu; Daegu, 13 de marzo de 2001), más conocido como Beomgyu, es un cantante, productor y compositor surcoreano. Es conocido por formar parte de TXT, grupo formado por Big Hit Music en 2019.

## Biografía y carrera

### 2001-presente: Primeros años e inicios en su carrera musical
Beomgyu nació el 13 de marzo de 2001 en Daegu, Corea del Sur. Desde temprana edad, mostró un gran interés por la música. Durante su etapa escolar, formó parte de una banda de rock local, donde tocaba la guitarra eléctrica. A diferencia de muchos aspirantes a idol, Beomgyu no estaba inicialmente interesado en debutar como tal. En cambio, prefería ser miembro de una banda de rock. Posteriormente, un representante de Big Hit Music lo descubrió en su ciudad natal y le propuso viajar a Seúl para una audición. Inicialmente, rechazó la oferta por estar en período de exámenes, pero el representante volvió a insistir al día siguiente. Audicionó interpretando la canción «Don't Leave» de Yang Da-il y fue aceptado como aprendiz.
El 10 de enero de 2019, Big Hit anunció el debut de un nuevo grupo masculino llamado Tomorrow X Together. Al día siguiente, se reveló que Beomgyu sería el último miembro a través de un vídeo introductorio publicado en el canal oficial de YouTube de la compañía. La alineación completa se presentó el 24 de ese mismo mes. Beomgyu debutó oficialmente como integrante del grupo el 4 de marzo con el sencillo «Crown», perteneciente al EP The Dream Chapter: Star.
Su primera aparición en solitario fue en el programa Bistro Shigor de JTBC el 16 de diciembre de 2021. En el programa, trabajó como empleado a tiempo parcial, donde impresionó a los miembros del elenco con su habilidad para adaptarse rápidamente a nuevas situaciones y desafíos.

## Filantropía
El 13 de marzo de 2024, Beomgyu donó 30 millones de wones a Fruit of Love, una campaña conjunta de recaudación de fondos organizada por Community Chest of Korea para ayudar a los desfavorecidos del país. Esta donación fue destinada a niños que atraviesan dificultades psicológicas debido a relaciones familiares y de pares. Incluso para proyectos de apoyo a la recuperación de la salud mental de niños y adolescentes.

## Discografía

### Composiciones
- Créditos adaptados de Melon.[10]

| Canción                          | Año  | Álbum                              | Artista             | Letras | Música |
| -------------------------------- | ---- | ---------------------------------- | ------------------- | ------ | ------ |
| «Maze in the Mirror»             | 2020 | The Dream Chapter: Eternity        | Tomorrow X Together | Yes    | Yes    |
| «What If I Had Been That Puma»   | 2021 | The Chaos Chapter: Freeze          | Tomorrow X Together | Yes    | No     |
| «No Rules»                       | 2021 | The Chaos Chapter: Freeze          | Tomorrow X Together | Yes    | No     |
| «MOA Diary (Dubaddu Wari Wari)»  | 2021 | The Chaos Chapter: Fight or Escape | Tomorrow X Together | Yes    | No     |
| «Thursday's Child Has Far to Go» | 2022 | Minisode 2: Thursday's Child       | Tomorrow X Together | Yes    | Yes    |
| «Happy Fools» (feat. Coi Leray)  | 2023 | The Name Chapter: Temptation       | Tomorrow X Together | Yes    | No     |
| «Dreamer»                        | 2023 | The Name Chapter: Freefall         | Tomorrow X Together | Yes    | No     |
| «Blue Spring»                    | 2023 | The Name Chapter: Freefall         | Tomorrow X Together | Yes    | Yes    |